# Plano&Plano Construções e Participações
A Plano&Plano é uma empresa brasileira que atua nos segmentos de construção civil, incorporação e mercado imobiliário. Atualmente faz parte do grupo Cyrela. 

## História
Foi fundada em 1997 na cidade de São Paulo, pelo engenheiro civil Rodrigo von Uhlendorff, juntamente com  Rodrigo Uchôa Luna. Desde a fundação, atua na construção, venda e incorporação de apartamentos nos segmentos econômicos e de médio porte.
Atualmente está presente no mercado de São Paulo e região metropolitana e mais 15 cidades brasileiras.
Em 2015, a Cyrela assina joint-venture e adquire 100% de participação da empresa , alterando seu nome para Plano&Plano Desenvolvimento Imobiliário.
Em 2016, a Plano&Plano lançou uma nova campanha de vendas chamada "Supera tudo Plano&Plano." A campanha é estrelada pelo jogador de vôlei Serginho.
Atualmente, a Plano&Plano conta com mais de 8.000 clientes ativos e 4.700 unidades entregues. São mais de 1.500.000 m² lançados, 900.000 m² construídos. A companhia conta com mais de 700 funcionários atuando em todo o estado de São Paulo.  